# Bayerischer Niveaustein (Pfalz)
Ein Bayerischer Niveaustein ist ein von 1838 bis 1842 in den Grenzen der bayerischen Pfalz aufgestellter Stein, der der trigonometrischen Höhenvermessung diente.

## Geschichtlicher Abriss
Unter französischer Verwaltung wurden in der Pfalz von 1809 bis 1813 zum Zwecke der Steuerverwaltung Vermessungen durchgeführt.
Durch die Pariser Verträge von 1814 und 1815 kam die Rheinpfalz in ihrer verkleinerten Form wieder an Bayern zurück.
In Bayern entstanden zwei Vermessungszweige, die Steuerkatasterkommission der Finanzverwaltung und das Topographische Bureau des Generalstabes für die Schaffung einer topographischen Karte.
Auf der Grundlage des Netzes der Steuerkatasterkommission wurde in den Jahren 1838–1842 von Ingenieur-Offizieren Höhenvermessungen durchgeführt. Die Mängel an den vorangegangenen Vermarkungen, die als Grundlage zur Vermessung Verwendung fanden, wurden durch die Niveausteine beseitigt.

## Aussehen und Fertigung

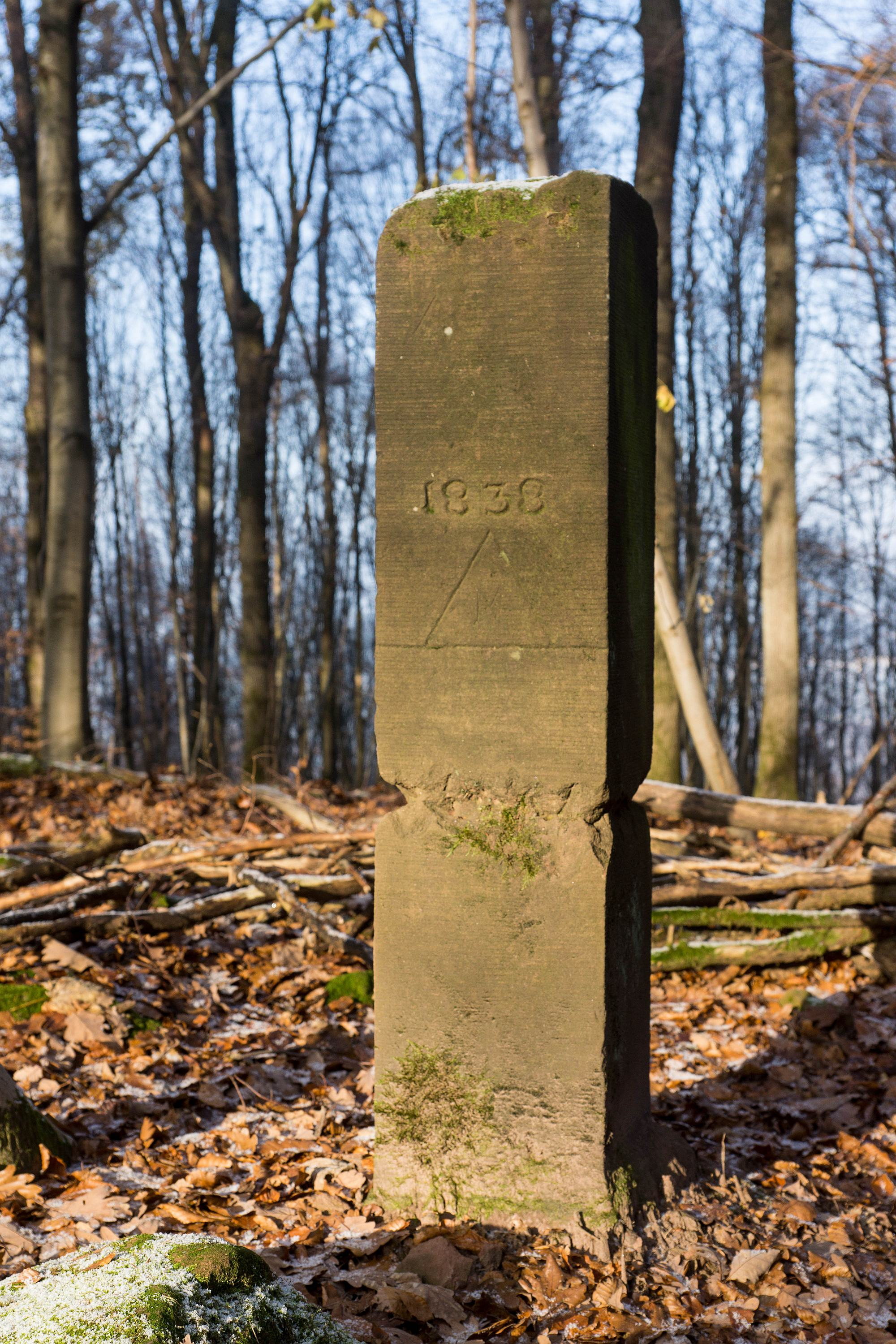
Im Jahr 2022 wieder aufgerichteter Niveaustein

Die Niveausteine sind aus Sandstein gefertigt, haben in den allermeisten Fällen einen quadratischen Querschnitt von 1 Fuß Kantenlänge und 7 Fuß Höhe (3 Fuß im Boden und 4 Fuß darüber). 1 Fuß = 29,1859 cm. Es gibt jedoch Abweichungen, manche Steine haben keinen quadratischen Querschnitt und nicht auf allen ist die Inschrift mit (unterstrichenem) Dreieck, und der Jahreszahl 1838 bzw. 1839 eingeschlagen. Besondere Niveausteine tragen die Inschrift HDNP Hauptdreiecksnetzpunkt.

## Aufstellungsorte
Die Niveausteine sind in den meisten Fällen auf Gipfeln ausgesuchter Berge, auf Hügeln, Anhöhen oder Spornen in der Pfalz, aufgestellt. Mitglieder der ehemaligen „Pfälzischen Arbeitsgemeinschaft für Grenz- und Flurdenkmäler“ haben in den 1970er und 1980er Jahren etwa 315 Niveausteine gefunden. Es gibt jedoch eine unbekannte Anzahl von Steinen, die nicht in Akten erwähnt sind oder wegen vermessungstechnischer Mängel nicht berechnet werden konnten. Die meisten Niveausteine sind im Pfälzerwald zu finden.
Jene Niveausteine die auf Äckern, Wiesen und in Weinbergen standen, sind im Laufe der Zeit zumeist entfernt worden. Einzelne wurden versetzt. Die wenigen im freien Gelände verbliebenen Steine sind mitunter weit sichtbar.

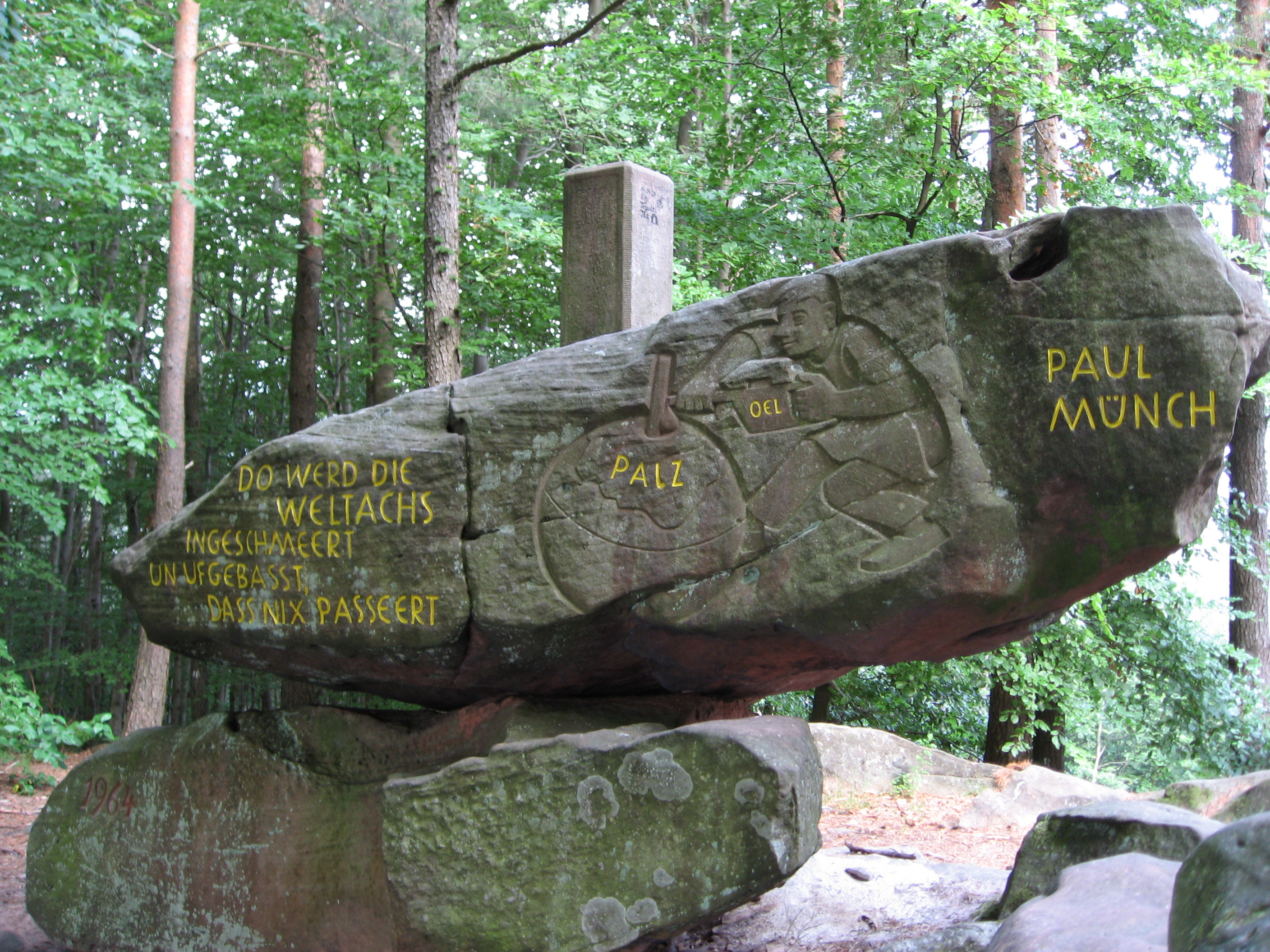
Pfälzer Weltachse mit einer Niveausteinnachbildung (1964)

Die in der Pfalz bekannte Pfälzer Weltachse stellt einen solchen Vermessungspunkt in besonderer Weise dar.

## Sonstiges
Die Niveausteine haben für die Kataster-Triangulierung keinen Nutzen, weil die Steine ein Einsetzen von Signalstangen zur genauen Fixierung des Zentrums nicht gestatten.
In der Vorderpfalz wurden in den Jahren 1901 bis 1906 aus Gründen der Kosteneinsparung trotzdem Niveausteine zu Vermessungen als Signal genutzt. Nach der Erstellung einer Versicherung im Boden, welche das Zentrum der Vermessungsstation (Messpunkt) bildet, wurden dort 8–10 cm starke Signalstangen exzentrisch neben den Steinen eingesetzt. Diese Stangen dienten als Zielpunkte für die Visuren.
Die Kosten eines Steines betrugen bis zu 4 fl.

## Trivia
- Bei Neustadt an der Weinstraße ist es möglich aus einem fahrenden Zug heraus einen Niveaustein zu sehen.
- Wenigstens zwei beschädigte Niveausteine wurden im Frühjahr 2025 durch Ehrenamtliche zusammengesetzt und wieder aufgerichtet.